# 莎拉-萊昂妮·西西克

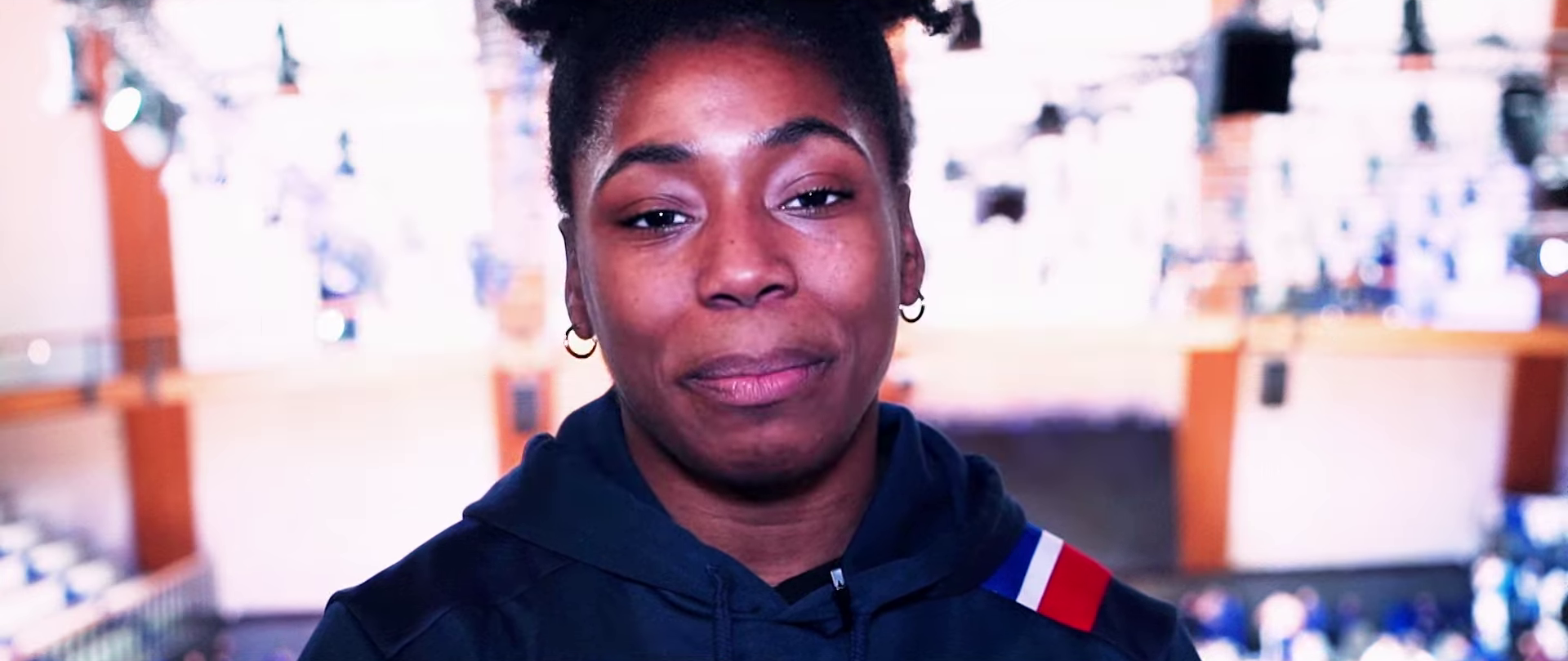

莎拉-萊昂妮·西西克（法語：Sarah-Léonie Cysique，1998年7月6日—），法國柔道運動員，她代表法國隊參加了日本舉行的2020年夏季奧林匹克運動會，並且在女子57公斤級比賽上獲得銀牌。